# Nesomyrmex flavigaster
Nesomyrmex flavigaster (лат.) — вид мелких муравьёв рода Nesomyrmex (Formicidae) из подсемейства Myrmicinae. Название происходит от сочетания «жёлтый+брюшко», flavigaster (так как, брюшко желтоватого цвета).

## Распространение
Мадагаскар.

## Описание
Мелкие муравьи (длина около 3 мм), похожие на представителей рода Leptothorax, обитающие в тропических лесах на высотах около 200 м. Отличаются от близких видов двухцветной окраской (голова и грудь буровато-чёрные, а брюшко желтоватое), гладкой блестящей поверхностью головы.
Усики 12-члениковые с булавой из 3 сегментов. Жвалы с 5 зубцами. Проподеум угловатый, но без явных шипиков. Брюшко гладкое и блестящее. Стебелёк между грудкой и брюшком состоит из двух члеников: петиолюса и постпетиолюса (последний четко отделен от брюшка), жало развито.
Вид был впервые описан в 2016 году американскими энтомологами Шандором Чёзем (Sándor Csősz) и Брайеном Фишером (Brian L. Fisher; Entomology, California Academy of Sciences, Сан-Франциско, Калифорния, США) по материалам из Мадагаскара. Включён в видовую группу Nesomyrmex brevicornis, для которой по характерна глубокая мезопроподеальная бороздка и древесный образ жизни.